# Réaction intramoléculaire
En chimie, une réaction intramoléculaire est une réaction qui a lieu à l'intérieur d'une seule entité moléculaire, par opposition à une réaction intermoléculaire.
En chimie organique, ce type de réaction peut produire des composés cycliques, par exemple par des estérifications intramoléculaires produisant des lactones (ester cyclique) ou des lactames (amide cyclique).